# ボロニョーラ
ボロニョーラ（伊: Bolognola）は、イタリア共和国マルケ州マチェラータ県にある、人口約140人の基礎自治体（コムーネ）。

## 地理

### 位置・広がり
マチェラータ県のコムーネ。県都マチェラータから南南西へ39kmの距離にある。

#### 隣接コムーネ
隣接するコムーネは以下の通り。括弧内のAPはフェルモ県所属を示す。
- フィアストラ
- モンテフォルティーノ (FM)
- サルナーノ
- ウッシタ

### 気候分類・地震分類
ボロニョーラにおけるイタリアの気候分類 (it) および度日は、zona E, 2891 GGである。
また、イタリアの地震リスク階級 (it) では、zona 2 (sismicità media) に分類される。

## 人物

### 著名な出身者
- フィリッポ・マルケッティ - 19世紀のオペラ作曲家。